# NGC 5504
NGC 5504, auch NGC 5504A genannt, ist eine 13,0 mag helle Balken-Spiralgalaxie vom Hubble-Typ SBbc im Sternbild Bärenhüter am Nordsternhimmel. Sie ist schätzungsweise 235 Millionen Lichtjahre von der Milchstraße entfernt und hat einen Durchmesser von etwa 90.000 Lj. Sie bildet zusammen mit den Nicht-NGC-Objekten IC 4383 (NGC 5504B) und PGC 50713 (NGC 5504C) eine gravitationell gebundenes Galaxientrio.
Im selben Himmelsareal befindet sich u. a. die Galaxie NGC 5522.
Das Objekt wurde am 7. Juni 1880 von Édouard Stephan entdeckt.